# Zięby
Zięby (niem. Finken) – wieś w Polsce, położona w województwie warmińsko-mazurskim, w powiecie bartoszyckim, w gminie Górowo Iławeckie. 
W latach 1975–1998 wieś administracyjnie należała do województwa olsztyńskiego.
Przygraniczna wieś z 15 gospodarstwami rolnymi. W 2010 r. we wsi było 58 mieszkańców, w tym 38 potomków osadników, przybyłych po 1945 r. W pobliżu wsi przepływa strumyk – Ziębina (dawniej niem. Sarauner Graben), lewy dopływ Wałszy.
Najnowsza historia Zięb została opisana w roku 2011 w monografii „Zięby. Zarys dziejów wsi i osadnictwa po II wojnie światowej” autorstwa Henryka Cybulskiego, mieszkańca wsi, który za tę publikację uzyskał tytuł Honorowego Obywatela Gminy Górowo Iławeckie.

## Integralne części wsi
| SIMC    | Nazwa    | Rodzaj  |
| ------- | -------- | ------- |
| 0474620 | Reszkowo | kolonia |

## Historia
Wieś wymieniana w dokumentach już w 1361 r. pod nazwą Vynken. Przed II wojną światową była tu kuźnia, papiernia, młyn wodny, gospoda, cmentarz. W 1935 r. w szkole zatrudniony był jeden nauczyciel i nauczał 62 dzieci. W 1939 r. we wsi mieszkało 337 osób.
Po 1945 wieś zasiedlili osadnicy z centralnej Polski oraz z dawnych kresów (tzw. repatrianci), m.in. Wileńszczyzny. W 1946 r. przybył z Sędziszowa (powiat jędrzejowski) Stanisław Ciosek (ur. 1893), który objął gospodarstwo po niemieckim właścicielu Albercie Rosenfeld. W tym samym roku przybyło sześć rodzin z Wileńszczyzny, m.in. Aleksander Korzeniewski (ur. 1912) z gminy Mejszagoła. Objął gospodarstwo po Hermanie Kohn. W 1947 r. zaczęto tu osiedlać Ukraińców w ramach akcji „Wisła”, m.in. Michał Husak (ur. 1887) przybył ze wsi Górzanka powiat Lesko z żoną Anną Husak z domu Hanczarow (ur. 1900) i synem Janem Husak (ur. 1934) Górzanka, w 1950 wróciła córka Anny Husak, Paraskiewia Hanczarow z synem Bogdan Hanczarow (ur. 1951) z Niemiec, gdzie była wywieziona do prac przymusowych do Niemiec w czasie II wojny światowej, Teodor Haponiuk (ur. 1912) z matką Antoniną (ur. 1885) i żoną Natalią Haponiuk z domu Sawczuk (ur. 1910) z Córką Marią Haponiuk (ur. 1934) i Sergiusz Haponiuk (ur. 1945) przybyli ze wsi Nowosiółki powiat Biała Podlaska, Anna Staruch (ur. 1902) z synami Antoni, Piotr i Jan Staruch przebyła ze wsi Wołkowyja pow. Lesko. Wiktorię Janków (ur. 1901 w Jenkers w USA), przybyła ze wsi Podgłębokie, powiat Lesko, która przejęła gospodarstwo po Gustawie Marer; oraz Antoniego Biłanicza (ur. 1902), przybył ze wsi Rybne (gmina Lesko), po pobycie w obozie w Jaworznie. W akcji przesiedleńczej do Zięb przybyli również rodziny, Sumbar, Szałko, Kieryluk, Sęczyk, Czetyrko, Kozioł, Iwanczewski, Orzechowski, Piech, Dwulat, Pasławska, Kruk, Litwin, Rabczuk, Lewkowicz.
W 1972 roku wieś (jako sołectwo Zięby) włączona została w skład gminy Górowo Iławeckie.
W 1970 r. we wsi było elektryczne oświetlenie ulic i było 23 domów z 29 gospodarstwami domowymi (rodzinami). W tym czasie we wsi mieszkało 71 osób. W 1975 r. we wsi było 25 indywidualnych gospodarstw rolnych, uprawiających 200 ha ziemi. Hodowano 147 sztuk bydła, w tym 153 krów mlecznych, 74 świnie i 21 koni. We wsi była świetlica, sala kinowa na 50 miejsc, sklep uspołeczniony wielobranżowy, punkt skupu mleka, Ochotnicza Straż Pożarna, Wiejskie Koło Gospodyń Wiejskich.
W 1983 r. we wsi było elektryczne oświetlenie ulic i było 19 domów z 22 gospodarstwami domowymi (rodzinami). W tym czasie we wsi mieszkało 61 osób. W 1983 r. we wsi było 25 indywidualnych gospodarstw rolnych, uprawiających 200 ha ziemi. Hodowano 147 sztuk bydła, w tym 76 krów mlecznych, 74 świnie i 21 koni. We wsi była świetlica, sala kinowa na 50 miejsc, uspołeczniony sklep wielobranżowy.